# Ásansól
Ásansól (bengálsky আসানসোল) je město v indickém svazovém státě Západním Bengálsku. K roku 2011 mělo město samo jen přibližně 560 tisíc obyvatel, ale celá jeho aglomerace měla přes 1,2 miliónu obyvatel, což z něj dělalo druhé nejlidnatější město Západního Bengálska po hlavním městě Kalkatě. Od roku 2017 je hlavním městem okresu Pašim Bardhamán.

## Poloha a doprava
Ásansól leží na severozápadě Západního Bengálska jen přibližně dvacet kilometrů od hranice s Džhárkhandem. Několik kilometrů jižně od města teče jihovýchodním směrem řeka Dámódar, zhruba dvacet kilometrů severně od města teče jihovýchodním směrem řeka Adžaj.
Přes Ásansól prochází páteřní silnice NH 19 z Kalkaty do Nového Dillí. Ve stejném směru prochází přes Ásansol i železniční tratě Háura – Dillí, Háura – Gaja – Dillí a Haúra – Iláhábád – Bombaj, které vedou z Háury u Kalkaty a z Bardhamánu do Ásansólu mají společnou trasu.
Nejbližším mezinárodním letištěm je mezinárodní letiště Subháse Čandry Boseho u Kalkaty.

## Kultura a náboženství
Ásansól je sídlem římskokatolické Ásansolské diecéze.